# Језично-ждрелни живац
Језично-ждрелни или глософарингеални живац (лат. nervus glossopharyngeus) је кранијални нерв који садржи моторна, сензитивна и парасимпатичка влакна.
Моторна влакна полазе из једра у продуженој мождини, које је заједничко за језично-ждрелни, вагусни и помоћни живац. Она учествују у инервацији мускулатуре меког непца и ждрела. Сензитивна влакна потичу из псеудоуниполарних ћелија горњег и доњег ганглиона који су придодати овом живцу, а завршавају се у једрима у продуженој мождини. Она оживчавају слузокожу задње трећине језика, меког непца, ждрела, непчаног крајника и средњег уха и преносе утиске чула укуса из опшанчених и листастих папила језика у централни нервни систем. Парасимпатичка влакна полазе из доњег пљувачног једра у продуженој мождини и инервишу паротидну пљувачну жлезду.
Инервациона област језично-ждрелног живца је блиско повезана са гранама живца лутаоца и помоћног живца и они контролишу виталне функције организма: крвни притисак, рад срца, дисање, гутање, повраћање итд.

## Пут живца
Живац излази из можданог стабла кроз задњи бочни жлеб продужене мождине. Након тога простире се унапред и упоље (заједно са  и  кранијалним нервом), пролази кроз југуларни отвор и напушта лобањску дупљу. Затим се спушта низ тзв. ретростилоидни простор (паралелно са ,  и  кранијалним живцем), скреће и пружа се унапред и наниже, пролази између стилофарингеалног и стилоглосног мишића и улази испод слузокоже корена језика где се дели у своје завршне гране.

## Бочне гране
Језично-ждрелни живац има пет бочних грана (бубни живац, грана каротидног синуса, ждрелне гране, грана за стилофарингеални мишић и крајничне гране) и поред тога гради анастамозе са фацијалним нервом, вагусом и симпатикусом.
Бубни живац (лат. nervus tympanicus) је парасимпатичка грана која носи влакна за инервацију паротидне жлезде. Влакна иду преко бубног сплета и малог петрозног живца у отички ганглион и потом преко ушно-слепоочног живца у паротидну жлезду.
Грана каротидног синуса (лат. ramus sinus carotici) садржи усходна висцеросензитивна влакна која полазе из каротидног синуса и клубета, а која у случају повишеног крвног притиска шаљу одговарајуће сигнале ка вазомоторном центру у продуженој мождини.
Ждрелне гране (лат. rami pharyngei) се простиру према ждрелу и са истоименим гранама живца лутаоца и гркљанско-ждрелним гранама формирају ждрелни сплет (лат. plexus pharyngeus), који инервишу мускулатуру меког непца и ждрела и слузницу ждрела.
Грана за стилофарингеални мишић (лат. ramus musculi stylopharyngei) оживчава стилофарингеални мишић.
Крајничне гране (лат. rami tonsillares) инервишу слузницу ждрелног сужења и одговарајући непчани крајник.

## Завршне гране
Завршне гране језично-ждрелног живца су многобројне језичне гране (лат. rami linguales) које настају у пределу корена језика, а инервишу његову слузокожу и преносе утиске чула укуса из опшанчених и листастих папила језика у централни нервни систем.